# Setge de Szigetvár
El Setge de Szigetvár o Batalla de Szigeth va ser un setge de la fortalesa de Szigetvár que va bloquejar la línia d'avanç cap a Viena de Solimà I l'any 1566 durant les guerres otomanes a Europa. La batalla es va lliurar entre les forces defensores de la monarquia dels Habsburg d'Àustria, sota el comandament del croat Miklós Zrínyi i l'exèrcit otomà invasor sota el comandament nominal del sultà Solimà el Magnífic.
Després de la batalla de Mohács (1526), que va tenir com a resultat la fi del regne independent d'Hongria, Ferran I del Sacre Imperi Romanogermànic va ser escollit rei pels nobles d'Hongria i Croàcia en conflicte amb Joan I d'Hongria. Aquest fet va ser seguit per una sèrie de conflictes amb els Habsburg i la seva aliats, lluitant contra l'Imperi Otomà. Durant el conflicte a Hongria ambdues parts es van anar esgotant després de patir fortes baixes. La campanya otomana a Hongria va acabar amb l'ofensiva contra Szigetvár amb una victòria pírrica otomana que, no obstant això, li impedí arriba al seu objectiu final de conquerir Viena.
Solimà va morir a causa d'una malaltia durant el setge, mentre que Zrínyi va perdre la vida en la darrera càrrega de la batalla.